# Death of a Cheerleader
| Совокупная оценка    | Совокупная оценка |
| Источник             | Оценка            |
| -------------------- | ----------------- |
| AnyDecentMusic?      | 7.9/10            |
| Metacritic           | 87/100            |
| Оценки критиков      |                   |
| Источник             | Оценка            |
| Clash                | 9/10              |
| The Line of Best Fit | 9/10              |
| Paste                | 8.7/10            |
| Pitchfork            | 6.9/10            |
| The Upcoming         | [ 7 ]             |

Death of a Cheerleader — дебютный студийный альбом американской рок-группы Pom Pom Squad, изданный 25 июня 2021 года лейблом City Slang.

## История
В музыкальном плане Миа Беррин (фронтмэнша группы) черпала вдохновение в группах riot grrrl, женских группах 60-х, Билли Холидей и стиле исполнителей Motown. Название трека «Second That» является отсылкой к хиту Смоки Робинсона «I Second That Emotion».

## Отзывы
Альбом получил положительные отзывы музыкальной критики и интернет-изданий. Он получил 87 из 100 баллов на интернет-агрегаторе Metacritic. Сайт AnyDecentMusic? дал ему 7.9 из 10.
Рэйчел Сейвиц в издании The Line of Best Fit утверждает, что Pom Pom Squad «ниспровергает ожидания, одновременно превращая болевые точки подросткового периода и скуку школьного пригорода в причудливую фантазию»
В обзоре, опубликованном в Consequence Паоло Рагуза пишет, что «Миа Беррин укрепляет своё место среди новейшего класса инди стойких авторов песен, занимая это место бесстрашным и уязвимым образом».
«В равной степени обязанный новаторским женским группам, а также её панк-героям, альбом представляет собой зажигательное и убедительное, хотя и немного неровное, исследование любви, гнева и времени достижения совершеннолетия», — пишет Эбби Джонс в сетевом издании Pitchfork.
«Говоря о разнообразных по звучанию записях, всего за полчаса Death of a Cheerleader проходит через эклектичный список из 14 песен, который звучит как путешествие в историю поп-музыки», — написала Аллан Рэйбл из Good Morning America: «Этот альбом одновременно захватывающий как по исполнению, так и по своему размаху».

### Итоговые списки
| Публикация           | Список                     | Ранг | Ссылки |
| -------------------- | -------------------------- | ---- | ------ |
| Paste                | The 50 Best Albums of 2021 | 44   | [ 12 ] |
| Good Morning America | 50 best albums of 2021     | 4    | [ 11 ] |

## Список композиций
| №                   | Название                  | Автор(ы)                      | Длительность |
| ------------------- | ------------------------- | ----------------------------- | ------------ |
| 1.                  | «Soundcheck»              |                               | 0:51         |
| 2.                  | «Head Cheerleader»        |                               | 3:08         |
| 3.                  | «Crying»                  |                               | 3:09         |
| 4.                  | «Second That»             |                               | 2:32         |
| 5.                  | «Cake»                    | Henson Popa, Berrin           | 1:48         |
| 6.                  | «Lux»                     |                               | 1:39         |
| 7.                  | «Crimson + Clover»        | Tommy James, Peter Lucia      | 2:03         |
| 8.                  | «Red with Love»           |                               | 2:28         |
| 9.                  | «Forever»                 | Berrin, Garret Chabot         | 3:10         |
| 10.                 | «Shame Reactions»         | Shelby Keller, Berrin         | 1:32         |
| 11.                 | «Drunk Voicemail»         |                               | 3:29         |
| 12.                 | «This Couldn't Happen»    | Lionel Newman, Dorcas Cochran | 1:26         |
| 13.                 | «Be Good»                 |                               | 2:36         |
| 14.                 | «Thank You and Goodnight» |                               | 0:23         |
| Общая длительность: | Общая длительность:       | Общая длительность:           | 30:21        |